# Isaak Dukas Batatzes
Isaak Dukas Batatzes (mittelgriechisch Ἰσαάκιος Δούκας Βατάτζης; * vor 1192; † 1261 in Genua) war ein byzantinischer Aristokrat im Kaiserreich Nikaia und Bruder des Kaisers Johannes III.

## Leben
Isaak war ein Angehöriger der angesehenen Offiziersfamilie Batatzes, die im 13. Jahrhundert drei byzantinische Kaiser stellte. Er war der älteste Sohn des Basileios Batatzes, der unter Kaiser Isaak II. als Domestikos der Scholen, also Oberkommandierender der byzantinischen Truppen im Osten des Reiches und Dux (Gouverneur) des Themas Thrakien amtierte. Seine namentlich nicht bekannte Mutter war eine Cousine Isaaks II.; durch sie war er ein Ururenkel von Alexios I. Komnenos und Irene Dukaina.
Über Isaaks Kindheit und Jugend ist kaum etwas bekannt. Nachdem Johannes III. Dukas Batatzes 1221 (oder 1222) den Thron in Nikaia bestiegen hatte, rückte Isaak als Parakoimomenos tes Megales Sphendones (Hofvorsteher) in den Kreis der höchsten Würdenträger bei Hofe auf. Spätestens 1253 verlieh Johannes III. seinem Bruder den hohen Titel eines Sebastokrators (Vizekaisers).
Auch unter den Nachfolgern Johannes’ III. blieb Isaak Dukas Batatzes eine einflussreiche Persönlichkeit. Am 13. März 1261 war er am Abkommen von Nymphaion, dem Handels- und Bündnisvertrag des Kaiserreichs Nikaia mit der Republik Genua, beteiligt. Von Kaiser Michael VIII., der mit Isaaks Enkelin Theodora verheiratet war, wurde er Ende April 1261, mit der Würde eines Pansebastos sebastos versehen, in diplomatischer Mission nach Genua gesandt. Dort starb er und wurde in der Kathedrale San Lorenzo beigesetzt. Isaaks Sohn und Michaels VIII. Schwiegervater Johannes Dukas Batatzes war schon 1240 gestorben.